# Malaysische Hockeynationalmannschaft der Herren
Die malaysische Hockeynationalmannschaft der Herren repräsentiert Malaysia auf internationaler Ebene, zum Beispiel bei der Hockey-Weltmeisterschaft, der Champions Trophy oder den Olympischen Sommerspielen.
Malaysia nahm bisher neunmal an Olympischen Spielen und sechsmal an Weltmeisterschaften teil. Größte Erfolge sind die zweimalige Qualifikation für die Champions Trophy, das Turnier der acht weltbesten Hockey-Teams (1993, 2007) und der fünfte Platz bei der Weltmeisterschaft 1975. Auf asiatischer Ebene kann Malaysia diverse Erfolge bei den Asienspielen (Silbermedaille 2010 und insgesamt 7 Bronze-Medaillen) verbuchen, ebenso eine Bronze-Medaille beim Hockey Asia Cup 2007.
Die Malaysische Hockeynationalmannschaft der Herren wurde von Volker Knapp (1993–1998) und von Paul Lissek (1998–1999, 2000–2003) trainiert.
Aktuell (Juni 2025) steht die Nationalmannschaft in der Weltrangliste auf dem Feld auf Rang 12.

## Erfolge

### Olympische Spiele
- 1956 –  9. Platz
- 1964 –  9. Platz
- 1968 – 15. Platz
- 1972 –  8. Platz
- 1976 –  9. Platz
- 1984 – 11. Platz
- 1992 –  9. Platz
- 1996 – 11. Platz
- 2000 – 11. Platz

### Feldhockey-Weltmeisterschaft
- 1973 – 11. Platz
- 1975 –  5. Platz
- 1978 – 10. Platz
- 1982 – 10. Platz
- 1998 – 11. Platz
- 2002 –  8. Platz
- 2006 – 2010 – keine Teilnahme
- 2014 – 12. Platz
- 2018 –  15. Platz
- 2023 –  13. Platz

### Champions Trophy
- 1993 – 6. Platz
- 2007 – 8. Platz

### Champions Challenge
- 2001 – 4. Platz
- 2003 – 6. Platz
- 2011 – 5. Platz